# Слов'янський інститут
Слов'янський інститут (чеськ. Slovanský Ústav) — науково-додслідний інститут слов'янознавства у Празі, створений 1920 року з ініціативи президента Томаша Масарика.

## Історія
Розпочав діяльність з 1928 (перший голова Л. Нідерле); 1940 закритий німцями, 1945 відновлений, але з 1948 майже припинив працю, а з 1953 — 54 увійшов до складу Чехо-Словацької АН. Слов'янський Інститут розвинув жваву наукову і видавничу діяльність: низка серійних видань, монографічних серій і окремих монографій (разом понад 70), періодичні видання (понад 50 річників; серед них «Byzantinoslavica» і «Slavia»).
Слов'янський інститут фінансував дослідну працю наукових установ і поодиноких осіб, присвячуючи чимало уваги українознавству; у виданнях Інституту з'являлися праці й статті українських дослідників, які (також українські наукові установи) одержували допомогу на свої досліди і видання.
Серед дійсних членів Слов'янського інституту було чимало українців: Л. Білецький, О. Колесса, С. Смаль-Стоцький, О. Мишок, В. Тимошенко, Д. Чижевський, О. Лотоцький, Ф. Колесса, Ф. Стешко. При Слов'янському інституті діяла як автономний осередок Комісія дослідів Словаччини і Підкарпатської Руси, у якій брали участь також українці.
Дослідною бібліотекою Слов'янського інституту була Слов'янська Бібліотека, Slovanská Knihovna (одна з найбільших слов'янських бібліотек поза межами СРСР), що була (до 1938) під управою Міністерства Закордонних Справ Чехо-Словаччини. 244 000 томів монографій та 150 000 річників періодичних видань (1946). При Слов'янській бібліотеці діяв від 1930 року Український історичний кабінет.
1963 Слов'янський інститут було знову закрито. До ідеї інституту як європейського центру славістичних досліджень можна було повернутися лише після «оксамитової» народно-демократичної революції листопада 1989 в Чехословаччині. 1 січня 1992 Слов'янський інститут було поновлено, він увійшов до складу АН Чеської Республіки. Директором інституту став професор Університету Фрайбурга А.Мєштян. Серед наукових заходів, проведених Слов'янським інститутом спільно зі Слов'янською бібліотекою при Національній бібліотеці Чеської Республіки, — міжнародна конференція «Російська, українська і білоруська еміграції в Чехословаччині між двома світовими війнами: Результати і перспективи проведених досліджень: Фонди Слов'янської бібліотеки і празьких архівів» (серпень 1995), ювілейні конференції, присвячені 75-річчю заснування Українського вільного університету (листопад 1996) та 80-річчю Музею визвольної боротьби України (жовтень 2005), в яких взяли участь історики України та української діаспори.